# 서주석
서주석(徐柱錫, 1958년 10월 17일 ~ )은 대한민국 제42대 국방부 차관 직책을 지낸 연구원 출신 정치인이다. 2019년 5월 23일에 국방부 차관에서 물러난 그 후 2020년 7월 25일에 국가안보실 제1차장 임명되었다.

## 학력
- 우신고등학교 졸업
- 서울대학교 외교학과 학사
- 서울대학교 대학원 정치학 석사
- 서울대학교 대학원 정치학 박사

## 경력
- 1986년 한국국방연구원 연구원
- 1990년 한국국방연구원 선임연구원
- 1995년 한국국방연구원 연구위원
- 1999년 한국국방연구원 북한군사연구실 실장
- 1999년 한국국방연구원 국방현안대책실 실장
- 2002년 한국국방연구원 국방현안연구실 실장
- 2002년 한국국방연구원 책임연구위원
- 2006년 한국국방연구원 책임연구위원 (복직)
- 2019년 한국국방연구원 책임연구위원 (복직)
- 1991년 성신여자대학교 강사
- 1992년 미국 랜드연구소 워싱턴분소 객원연구원
- 1992년 서울과학기술대학교 강사
- 1996년 성균관대학교 강사
- 1997년 민주평화통일자문회의 위원
- 2000년 통일부 정책자문위원
- 2000년 청와대 국가안전보장회의(NSC) 정책전문위원
- 2002년 중국 길림사회과학원 객좌교수
- 2002년 제16대 대통령직인수위원회 인수위원
- 2003년 청와대 국가안전보장회의(NSC) 사무처 전략기획실장
- 2005년 대통령 직속 국방발전자문위원회 간사
- 2006년 청와대 통일외교안보정책실 통일외교안보정책수석비서관[1]
- 2007년 대통령 직속 국방발전자문위원회 위원
- 2007년 대통령 자문 정책기획위원회 위원
- 2008년 북한대학원대학교 겸임교수
- 2008년 세종대학교 강사
- 2009년 미국 노스캐롤라이나대학(채플힐) 방문학자
- 2014년 성신여자대학교 강사
- 2017년 국방부 차관[2]
- 2020년 청와대 안보실 1차장

## 논란

### 5·18 민주화운동 왜곡 관련 활동 참여
1988년 5월 11일 노태우 정권이 제13대 국회의 5·18 광주 민주화운동 진상조사위원회의 청문회에 대응하기 위해 국방부와 합참, 보안사, 육군, 한국국방연구원의 주요 보직자를 위원으로 참여시켜 비공개조직으로 설치해 5·18 민주화운동에 대한 왜곡을 주도했던 '511 연구위원회'에서 한국국방연구원 소속이던 서주석은 전담실무위원으로 활동했다.
서주석은 문안 검토와 발표문 작성 등을 전담했다고 군 관련 문서에 기록돼 있다.  한국국방연구원은 보고서에서 5·18 당시 계엄군의 광주시민에 대한 집단발포 등 무력진압에 대해 "시위 확산을 저지하기 위해 방어적 자위권 행사가 불가피했다"고 하거나, 1980년 5월 21일 계엄군의 집단 발포를 숨겼다. 또, 시민군이 계엄군에게 무차별 사격을 가하고 광주교도소 근처에서 총격전이 본격화돼 54명이 숨진 것으로 왜곡했다. 
한국국방연구원 보고서는 5·18 민주화운동 기간에 시민군의 무장화로 인한 강력사고가 발생하는 등 공포의 치안 부재 상태가 계속됐다고 기록했다.
한국국방연구원이 작성해 보고한 내용은 511 연구위원회의 최종 보고서에 대부분 반영됐다. 
이로 인해 1988년 국회의 5·18 진상규명을 가로막고 역사 왜곡으로 이어졌다.
서주석 국방차관은 이에 대해 "아직 초임 근무 시절 실무위원 참여가 자의와 무관한 것이었지만, 개인적으로 부끄러운 일이라고 생각합니다"라고 했다.
국방부 5·18 특별조사위원회는 군 문건을 통해 서주석이 포함된 511 연구위원회의 명단과 활동 내역을 확인하고, 보고서를 작성하기 전에 서주석 국방차관을 상대로 사실관계를 조사했으나, 조사 내용은 보고서에 담기지 않았고 이름까지 익명 처리됐다.
국방부 5.18특별조사위원회는 2017년 11월 서주석 차관을 상대로 1988년 당시 511 연구위원회에서 한 활동을 조사했는데, 이 조사에서 서주석은 녹음을 거부하는 등 조사에 비협조적이었고 관련 자료를 제시해서야 제대로 된 진술을 했다.
511 연구위원회에서 문서 수정 등 단순 작업만 했다고 해명했지만, 관련 여러 문건에서 한국국방연구원이 5.18관련 국방부의 기본방향과 대책을 맡은 사실이 확인된다. 또 서주석 등 실무위원들이 작성해 511 연구위원회에 제출한 보고서도 두 달 사이에만 최소 3건이다.